# Harlan (Kentucky)
Harlan é uma cidade localizada no estado americano de Kentucky, no Condado de Harlan.

## Demografia
Segundo o censo americano de 2000, a sua população era de 2081 habitantes.
Em 2006, foi estimada uma população de 1917, um decréscimo de 164 (-7.9%).

## Geografia
De acordo com o United States Census Bureau tem uma área de
4,5 km², dos quais 4,5 km² cobertos por terra e 0,0 km² cobertos por água. Harlan localiza-se a aproximadamente 358 m acima do nível do mar.

## Localidades na vizinhança
O diagrama seguinte representa as localidades num raio de 20 km ao redor de Harlan.